# Béla Iványi-Grünwald (Maler)

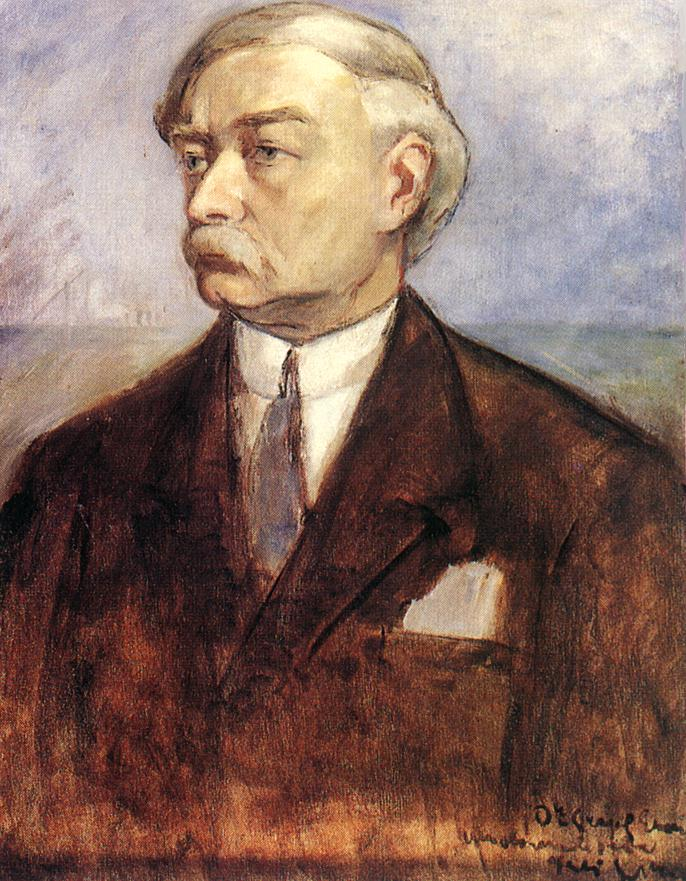
Béla Iványi-Grünwald, Selbstporträt

Béla Iványi-Grünwald, geb. Béla Grünwald, (* 6. Mai 1867 in Somogyszentpál, Ungarn; † 24. September 1940 in Budapest) war ein ungarischer Maler, Mitbegründer der Künstlerkolonie Nagybánya und Gründer der Künstlerkolonie Kecskemét. Ursprünglich trug er den Nachnamen Grünwald. Ab 1906 signierte er seine Werke mit dem Doppelnamen Iványi-Grünwald. Dieser Namenszusatz „Iványi“ leitet sich von der Siedlung Iván ab, die mit seiner Familie verbunden war. Die offizielle Anerkennung dieser Namensänderung erfolgte am 23. Oktober 1929 durch das ungarische Innenministerium.

## Leben
Seine erste künstlerische Ausbildung erhielt Béla Iványi-Grünwald an der Mintarajziskola (Zeichenschule) in Budapest, der Vorgängerinstitution der heutigen Ungarischen Akademie der Bildenden Künste. Seine Lehrer waren Bertalan Székely und Károly Lotz. 1886 setzte er seine Ausbildung für ein halbes Jahr an der Akademie der Bildenden Künste in München bei Gabriel von Hackl fort. Es folgte ein Studienaufenthalt an der Académie Julian in Paris bei Károly Ferenczy. 1891 beendete er sein Studium und besuchte die Privatschule von Simon Hollósy in München. Sein erstes bedeutendes Werk, Áhitat (Ave Maria), entstand um 1891. Der Verkauf des Gemäldes Ősszeesküvők (Verschwörer) an das Ungarische Nationalmuseum im Wert von 1500 Kronen ermöglichte ihm eine Studienreise nach Ägypten.

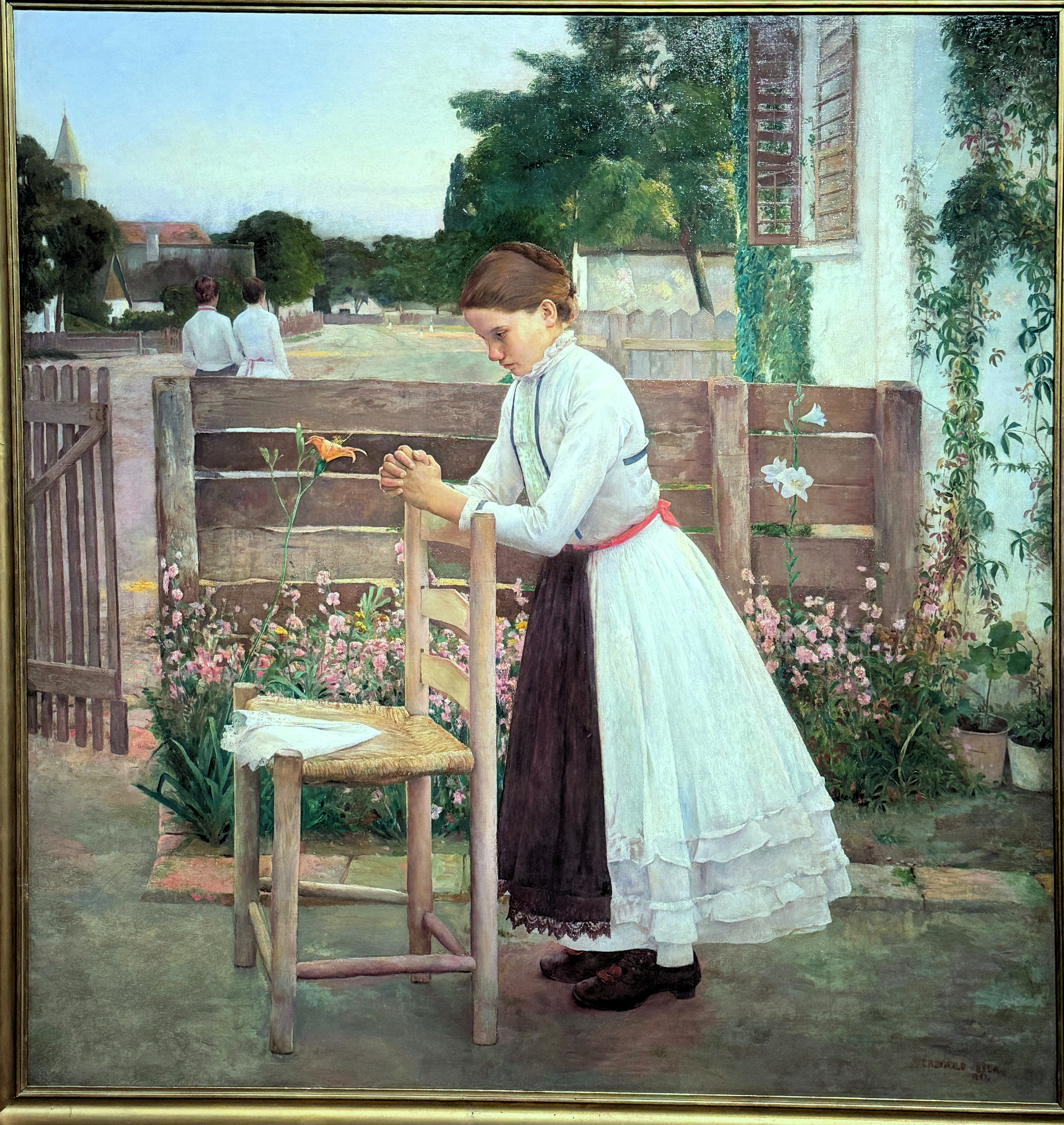
Béla Iványi-Grünwald: Ave Maria, 1891. Ungarische Nationalgalerie, Budapest

Béla Iványi-Grünwald war Mitbegründer mehrerer bedeutender Künstlervereinigungen: 1894 gründete er mit anderen Künstlern den Nemzeti Szalon, der sich gegen die offizielle Kunstpolitik richtete. 1896 war er Mitbegründer der Künstlerkolonie von Nagybánya (heute Baia Mare, Rumänien), die eine entscheidende Rolle in der Entwicklung der modernen ungarischen Malerei spielte. Zu seinen frühen Werken in Nagybánya gehören Holdfelkelte (Mondaufgang), Est a tanyán (Abend auf dem Bauernhof) und Tavaszi kirándulás (Frühlingsausflug). 1904 erhielt er ein Stipendium in Rom, das eine stilistische Wende in seinem Schaffen bewirkte: Seine Malerei wurde freier, impressionistischer, später stark vom Neoimpressionismus beeinflusst. 1906 hatte er eine Einzelausstellung im Nationalen Salon. Nach dem Besuch einer Ausstellung französischer Malerei 1907 in Budapest wandte Béla Iványi-Grünwald sich endgültig vom Naturalismus ab. Ab 1911 leitete er mit Unterstützung des damaligen Bürgermeisters Elek Kada die von ihm gegründete Künstlerkolonie in Kecskemét. In dieser Phase entstanden dekorativ stilisierte Werke, in denen Einflüsse des ungarischen Jugendstils erkennbar sind.
In den 1920er und 1930er Jahren war Béla Iványi-Grünwald eine prägende Persönlichkeit des Budapester Kunstlebens und nahm regelmäßig an bedeutenden Ausstellungen teil. Er war Gründungsmitglied des Fészek Klub, einem Treffpunkt der ungarischen Kulturszene. Ab 1930 lebte er abwechselnd in Budapest und Balatonlelle. Sein Spätwerk zeigt häufig Akte in Landschaften. Der Ausbruch des Zweiten Weltkriegs und die Emigration seines Sohnes, des Historikers Béla Iványi-Grünwald, 1939 nach England wirkten sich negativ auf seine Gesundheit aus. Er starb am 24. September 1940 im Szent János Krankenhaus in Budapest.

## Werk

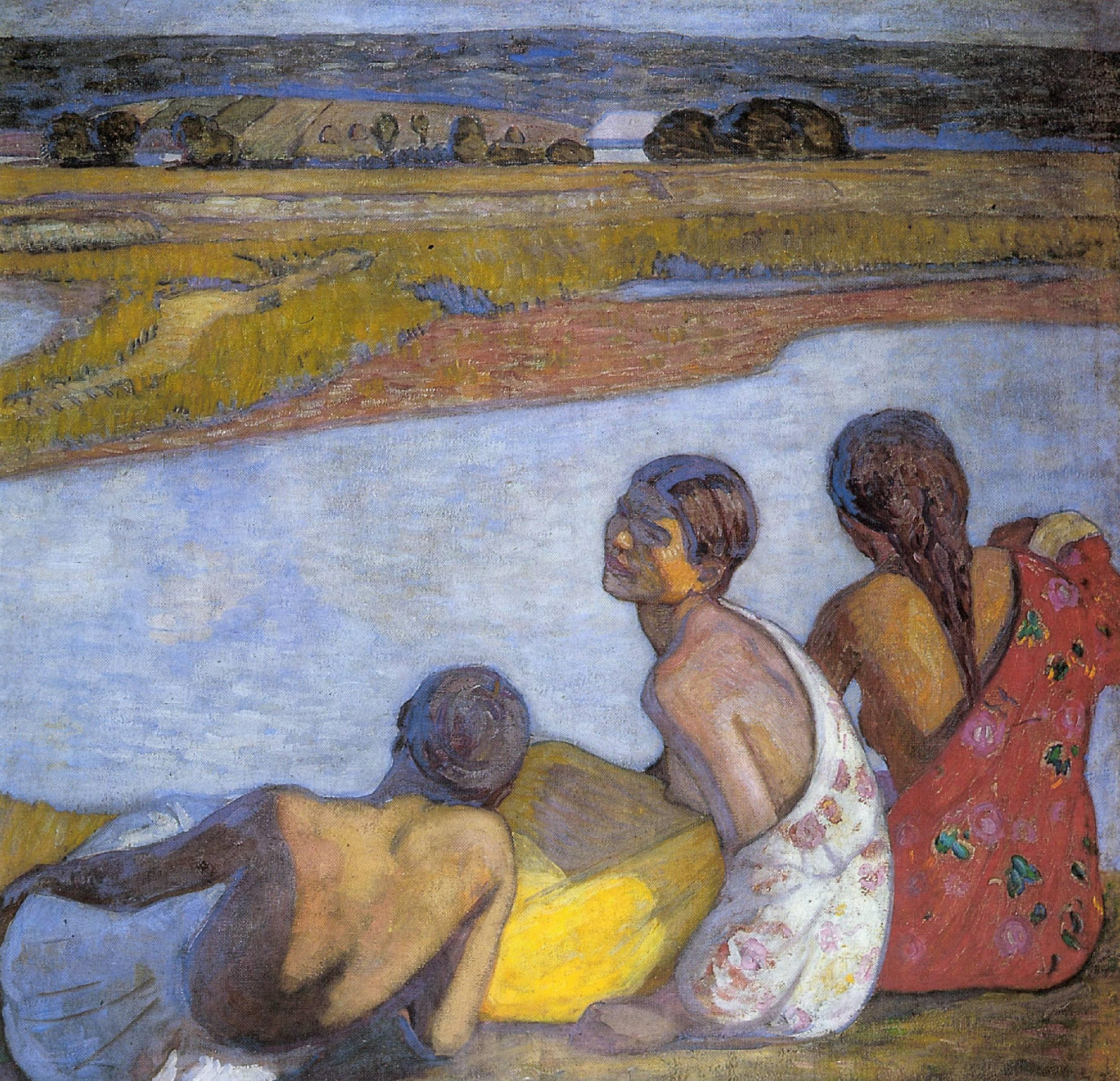
Béla Iványi-Grünwald: Zigeunermädchen an den Ufern des Lápos. Máramaros Megyei Múzeum, Nagybánya

Das Frühwerk von Béla Iványi-Grünwald ist stark vom französischen Naturalismus, insbesondere von Jules Bastien-Lepage, geprägt. In Nagybánya entwickelte er einen unverwechselbaren Stil, der sich auf Lichtstimmungen und stimmungsvolle Landschaften konzentrierte, oft mit Figuren in ungarischer Tracht. Zu seinen bedeutendsten Werken aus dieser Zeit gehören Holdfelkelte (1897), Itatás (1902) und Tavaszi kirándulás (1903). Nach seinem Aufenthalt in Rom wandte er sich einem dekorativen, stilisierten Stil zu, der von der französischen Moderne, insbesondere von Paul Gauguin, beeinflusst war. In Kecskemét entstanden großformatige dekorative Kompositionen wie Tavasz (1909) und Tavasz ébredése (1913). Nach dem Ersten Weltkrieg kehrte er zu einem realistischeren Stil zurück und malte einfache, naturgetreue Landschaften des Plattensees und der ungarischen Tiefebene.